# Liste der brasilianischen Botschafter in Äquatorialguinea
Die Botschaft befindet sich an der Avenida Parques de África in Malabo.

## Geschichte
Vor 2005 gehörte Äquatorialguinea zum Amtsbezirk der Konsularabteilung der Botschaft in Libreville.
| Ernannt       | Name                           | Bemerkungen                                                                                          | Mensagem Senado Federal | im Senat des Nationalkongress vorgestellt am | ernannt von               | akkreditiert während der Regierung von | Posten verlassen |
| ------------- | ------------------------------ | --- | ----------------------- | -------------------------------------------- | ------------------------- | -------------------------------------- | ---------------- |
| 18. Jan. 2007 | Agemar de Mendonça Sanctos     | (* 15. Dezember 1951 in Rio de Janeiro) Sohn von Nea de Mendonça Sanctos und Agemar da Rocha Sanctos | MSF 238 de 2006         | 20. Dez. 2006                                | Luiz Inácio Lula da Silva | Ricardo Mangue Obama Nfubea            |                  |
| 11. Mai 2011  | Eliana da Costa E Silva Puglia | (* 6. Oktober 1960 in Porto Alegre) Tochter von Teresinha da Costa e Silva Puglia und Osvaido Puglia | MSF 34 de 2011          | 26. Apr. 2011                                | Dilma Rousseff            | Ignacio Milam Tang                     |                  |